# 主要地方道
主要地方道（しゅようちほうどう）は、日本における道路の分類の一つで、道路法第56条の規定により建設大臣（現・国土交通大臣）が指定する、その地域で主要な役割を担う都道府県道、または指定市の市道である。

## 概要

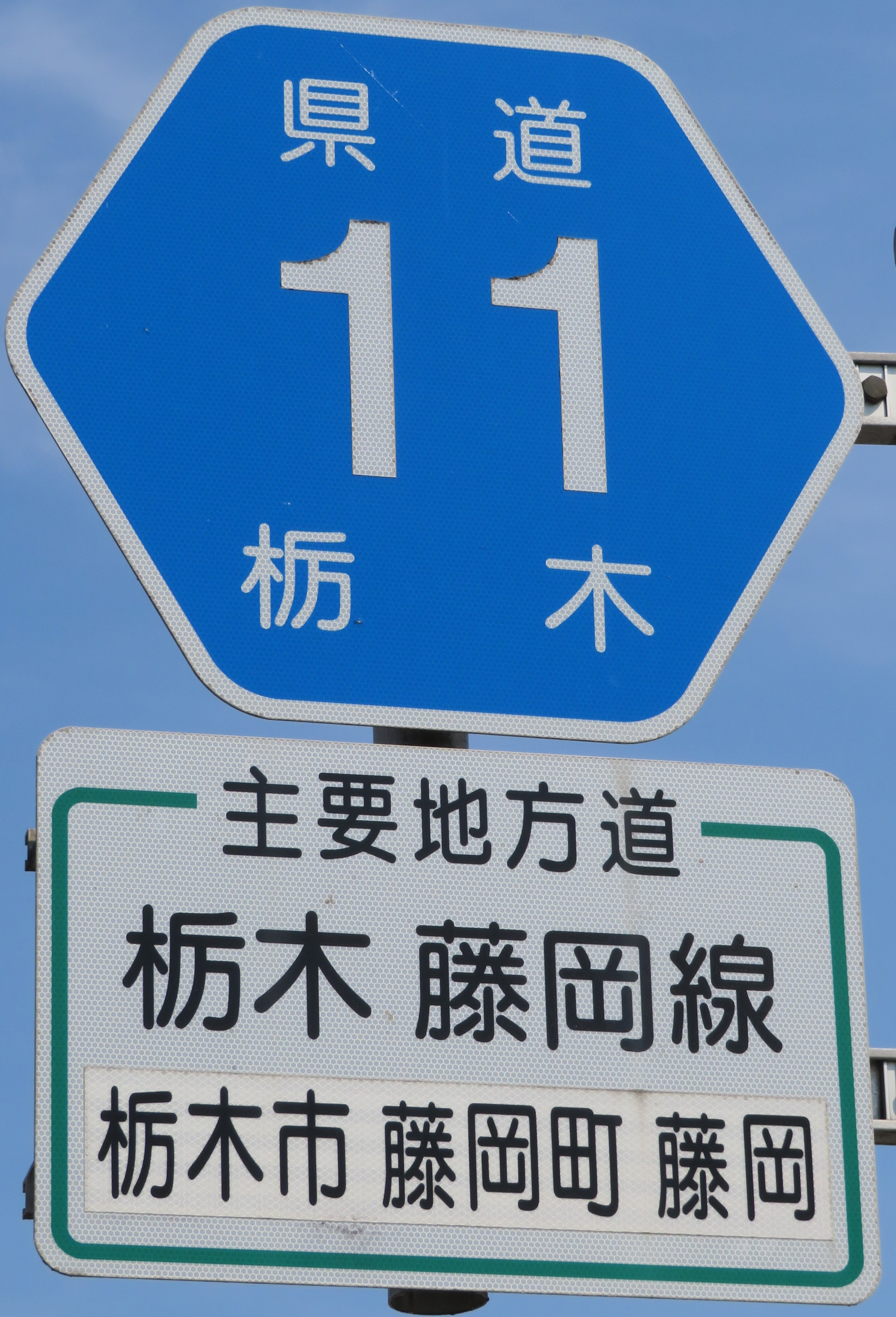
主要地方道の路線番号標識（栃木県道）

主要地方道に指定された都道府県道・指定市道は、高速自動車国道や一般国道と一体となって日本の広域交通を担う幹線道路として位置付けられており、整備や維持管理に要する費用の50 %までを国が補助することができる。
現在の指定路線は1993年（平成5年）5月11日に建設省（現・国土交通省。当時は中村喜四郎大臣）の告示で継続指定または新規指定が公布され、大半の都道府県はその翌年の1994年（平成6年）に主要地方道の継続認定または新規認定を施行している。
あくまで地方道であって国道ではなく、主要な都道府県道および指定市道が国土交通大臣により指定されている。
広域交通を担うという位置付けから、二つ以上の自治体を経由するもの、あるいは全区間が単一の自治体に含まれるものでも起点・終点の少なくとも一方が駅（停車場）・インターチェンジ・港湾・空港となっているものがほとんどである。
ただし指定後に沿線の自治体が合併したために上記のような性格を持たないものもある。
なお、都道府県道や指定市道は地方自治体が随時認定し、主要地方道は国土交通省（旧建設省）が数年おきに指定することになるため、都道府県道・指定市道として認定される区間と主要地方道として指定される区間は必ずしも一致せず、都道府県道や指定市道の路線名と主要地方道の路線名も一致しない場合もある。

## 指定の沿革
主要地方道は、これまでに6度にわたり指定が行われている（日付は告示日）。
- 第1次: 1954年（昭和29年）1月20日
  - 全て主要都道府県道として指定された。
- 第2次: 1964年（昭和39年）12月28日
  - 1956年（昭和31年）9月1日に指定市となった5指定市[2]、1964年（昭和39年）4月1日に指定市となった北九州市の市内完結路線の一部が主要指定市道となる。
- 第3次: 1971年（昭和46年）6月26日
  - 1972年（昭和47年）5月23日（沖縄県のみ。沖縄返還による）
- 第4次: 1976年（昭和51年）4月1日
  - 1972年（昭和47年）4月1日に指定市となった札幌市・川崎市・福岡市の一部市内完結路線は主要指定市道となる。
- 第5次: 1982年（昭和57年）4月1日
- 第6次: 1993年（平成5年）5月11日

一般国道の新規路線（一般国道252号以降）の区域の多くは主要地方道が昇格したものである。そのため第1～2次の主要地方道指定は二級国道の路線指定の概ね1年後、第3次以降の主要地方道指定は、いずれも一般国道の路線指定のおおむね1年後に行われ、国道に昇格した路線の廃止（従前の告示の廃止による）、従来路線の継続指定、新規路線の指定などが行われる。この告示に基づき、各都道府県は施行日となる翌年4月1日までに路線の認定・変更・廃止を行っている。
例えば1993年5月の第6次主要地方道指定路線は多くの都道府県・指定市で翌1994年に路線の認定・変更・廃止が行われている。

## 番号の法則
路線番号案内標識などに表示される番号は、都道府県道の場合、一部の例外を除き1 - 100番の番号が採番される。
特殊な例
- 北海道道は路線数が多いため、100番台も主要地方道。なお、北海道では主要地方道を「主要道道」とも称する。
- 栃木県道ではかつて存在した栃木県道100号は一般県道であった（2013年（平成25年）12月20日に廃止され、下野市に移管）。
- 東京都道では特例都道である主要地方道を300番台とする。
- 滋賀県道は1990年（平成2年）9月16日まで主要地方道は300番台だった。
- 新潟県道は1994年（平成6年）3月31日まで主要地方道は800番台だった。
- 山梨県道は、2016年（平成28年）に路線認定した山梨県道42号韮崎南アルプス富士川線（国道52号旧道）と2017年（平成29年）に路線認定した山梨県道43号六郷インター線を山梨県が主要地方道として管理している。
- 静岡県道は、静岡県道57号浜松停車場線を2005年（平成17年）1月28日に県道廃止し、浜松市道伝馬旭1号線となっている。
- 主要地方道に指定されている京都市道は、市の管理番号とは別に180番台を現地案内用に付与している。
- 福岡県道は路線数が多いため151号も主要地方道。
- 大分県道は、大分県道57号竹田犬飼線が一般県道。（国道57号からの指定換え）
- 沖縄県道は、アメリカ合衆国の施政時代の名残で、主要地方道と一般県道が混在して採番されている。